# Bathysaurus ferox
Bathysaurus ferox – gatunek ryby głębinowej z rodziny Bathysauridae, wcześniej zaliczany do jaszczurnikowatych (Synodontidae). Występuje na głębokościach 600–3500 m, zwykle 1000–2500 m. Osiąga do 64 cm długości.